# Ugo Bartalini
Ugo Bartalini (Firenze, 7 aprile 1899 – 2000) è stato un politico e ingegnere italiano.

## Biografia
Nato a Firenze nel 1899, frequentava gli studi di ingegneria a Roma quando, abbracciati ideali di interventismo democratico, prese parte alla prima guerra mondiale nel 33º reggimento artiglieria campagna, finendo decorato con la medaglia di bronzo al valor militare.
Laureatosi nel 1922, iniziò a lavorare a Siena presso lo studio dell'ingegnere Guido Sarrocchi, una delle personalità più in vista della società senese dell'epoca, ricevendo incarichi tecnici in varie località della provincia, quali Chiusdino, Monticiano, Radicondoli e Sovicille, progettando strade, acquedotti e fognature.
Militante nel Partito Socialista Italiano, nel secondo dopoguerra venne eletto sindaco di Siena, ricoprendo tale carica dal 1956 al 1965. Amministratore molto attento alla progettazione, curò l'approvazione del piano regolatore di Siena a firma di Luigi Piccinato, Piero Bottoni e Aldo Luchini; attivo nel campo dell'edilizia scolastica, fece realizzare le scuole di Fogliano e Pieve al Bozzone, oltre alla ristrutturazione di quelle di Presciano, Cerchiaia e Ginestreto.
Fu un appassionato contradaiolo della Contrada della Tartuca, di cui fu anche Tenente vittorioso, Capitano e Priore. Nel 1992 ricevette il Mangia d'argento, premio onorario della città di Siena.